# Marc Hensel
Marc Hensel (ur. 17 kwietnia 1986 w Dreźnie) – niemiecki piłkarz występujący na pozycji defensywnego pomocnika.

## Kariera
Pierwsze treningi podjął w 1992 roku w Dynamie Drezno. W drużynach młodzieżowych grał aż do 2004 roku, kiedy to został włączony do seniorskiej drużyny rezerw. Rok później był już piłkarzem pierwszego składu, gdzie przez 2 lata rozegrał 13 meczów. W lipcu 2007 roku przeniósł się do Energie II Cottbus, gdzie był zawodnikiem podstawowego składu, ale mimo to po roku odszedł do Erzgebirge Aue. W swoim nowym klubie był wiodącą postacią, z drużyną awansował do 2. Bundesligi, a potem zajął w niej piąte miejsce. W 2013 roku przeszedł do Chemnitzer FC. Pod koniec 2014 roku doznał kontuzji, po której nie wrócił już do gry i w 2016 zakończył karierę.
| Sezon     | Klub               | Kraj   | Rozgrywki     | Mecze | Bramki |
| --------- | ------------------ | ------ | ------------- | ----- | ------ |
| 2005/2006 | Dynamo Drezno      | Niemcy | 2. Bundesliga | 2     | 0      |
| 2006/2007 | Dynamo Drezno      | Niemcy | Regionalliga  | 11    | 0      |
| 2007/2008 | Energie II Cottbus | Niemcy | Regionalliga  | 30    | 7      |
| 2008/2009 | Erzgebirge Aue     | Niemcy | 3. Liga       | 37    | 6      |
| 2009/2010 | Erzgebirge Aue     | Niemcy | 3. Liga       | 33    | 1      |
| 2010/2011 | Erzgebirge Aue     | Niemcy | 2. Bundesliga | 32    | 9      |
| 2011/2012 | Erzgebirge Aue     | Niemcy | 2. Bundesliga | 30    | 0      |
| 2012/2013 | Erzgebirge Aue     | Niemcy | 2. Bundesliga | 30    | 2      |
| 2013/2014 | Chemnitzer FC      | Niemcy | 3. Liga       | 30    | 1      |
| 2014/2015 | Chemnitzer FC      | Niemcy | 3. Liga       | 2     | 0      |
| 2015/2016 | Chemnitzer FC      | Niemcy | 3. Liga       | 0     | 0      |